# Íngrid Rubio
Íngrid Rubio Ruiz (Barcelona, 2 de agosto de 1975) é uma atriz espanhola. Em 1997, ganhou o Prêmio Goya de melhor atriz revelação pelo seu papel no filme Más allá del jardín.